# Anton van Velsen
Anton Pieter Franz van Velsen S.J. (Overveen, 8 februari 1865 - Amsterdam, 6 mei 1936) was een Nederlands geestelijke en een bisschop van de Rooms-Katholieke Kerk.
Van Velsen trad in bij de orde der Jezuïeten. Zijn priesterwijding vond plaats omstreeks 1895. Op 21 januari 1924 werd hij benoemd tot apostolisch vicaris van Batavia en titulair bisschop van Aezani; zijn bisschopswijding vond plaats op 13 mei 1924. Hij was de opvolger van Edmond Luijpen die op 2 mei 1923 was overleden.
Van Velsen ging in maart 1933 met emeritaat.